# Antoine Roussel
Antoine Roussel (Roubaix, 21 novembre 1989) è un hockeista su ghiaccio francese.

## Carriera
Dal 2012 milita in NHL con i Dallas Stars. In precedenza ha giocato in AHL con Texas Stars (2012-2013), Chicago Wolves (2011-2012) e Providence Bruins (2010-2011) ed in ECHL con Reading Royals (2010-2011), mentre ad inizio carriera ha vestito le casacche degli Chicoutimi Saguenéens (2006-2010).